# Callichthyinae
Callichthyinae è una sottofamiglia di pesci d'acqua dolce della famiglia Callichthyidae.

## Distribuzione e habitat
Queste specie sono diffuse in Sudamerica: soltanto una specie, Hoplosternum punctatum è diffusa anche in Centro America.

## Generi
- Callichthys
- Dianema
- Hoplosternum
- Lepthoplosternum
- Megalechis